# 附帯決議
附帯決議（ふたいけつぎ）とは、国会の衆議院および参議院の委員会が法律案を可決する際に、委員会の意思を表明するものとして本案となる法律案に附帯して行う決議。地方議会においても同じく附帯決議がなされることがあるが本会議で決議されることもある。
報道では「付帯決議」と平易化して表記される例が多いが、国会会議録に掲載される原本では「附」の文字を用いている。

## 国会の委員会の附帯決議

### 意義
国会の委員会における附帯決議は、当該法律案が可決された際に、法律の実施にあたっての希望や留意事項等を委員会が決議するものである。附帯決議に関しては、行政統制的役割（政府をコントロールする手段）のほか、議事録的役割（議事録に法案に対する懸念や意見を記録する手段）や調整的役割（法案の合意形成や調整のための手段）などの機能があると分析されている。
法案が全会一致の場合はもとより、法案自体は反対があっても、付帯決議は多くの場合、全会一致で決議されるが、付帯決議も賛成多数で、全会一致でない場合もある。2016年3月17日の第164回国会の衆議院総務委員会における独立行政法人情報通信研究機構法の一部を改正する法律案の付帯決議は、「起立多数。よって、本動議のとおり附帯決議を付することに決しました。」として可決されている。
附帯決議は法的拘束力を有するものではないが、立法府としての意思が示されていることから政府はこれを尊重することが求められ、議事でも一般的に政府を代表して所管大臣が決議を尊重する旨を回答することから、無視できない位置づけとなっている。ただ、附帯決議の遵守状況確認が国会で指摘されることは少なく、遵守状況確認の制度化や外部化も提言されている。なお、司法との関係では、一部の裁判例で附帯決議を根拠の一つとして政府に方針転換を促したものもあるが、附帯決議は法的効力を有しないと判断するに留めたものもある。

### 歴史
附帯決議は、帝国議会においても行われた例が確認できる。第65回帝国議会の衆議院臨時穀移入調節法案外二件委員会で、1924年3月22日に行われたもの、第73回帝国議会の衆議院で日満司法事務共助法案外三件委員会で、1938年3月12日に行われたもの、第81回帝国議会の衆議院で東京都制案委員会で、1943年2月27日に行われたもの、第90回帝国議会の衆議院東京都制の一部を改正する法律案外三件委員会で、1946年8月30日に行われたものがある。第90回帝国議会で審議されていた法案は、地方自治法の施行に先立ち、都道府県知事と市長村長を直接公選とするものであったが、この付帯決議は各法案に附帯するとして決議された。

## 地方議会における附帯決議
附帯決議は地方議会でも行われ、対象の案件（予算案等も含む）について議会が執行上の意見や要望を表明するものである。地方議会の場合は委員会で原案可決となった後に、本会議で附帯決議が行われることもある。
通常の決議案とは異なり、附帯決議は附帯する本案の存在を前提とすることから、議事日程には記載せず、本案の可決後に附帯決議案を議事日程に追加する動議を経て提出される。